# Associazione Sportiva Dilettantistica Fanfulla
Pour les articles homonymes, voir Fanfulla.
Maillots
L'Associazione Sportiva Dilettantistica Fanfulla est le club de football de la ville de Lodi, en Lombardie.

## Historique

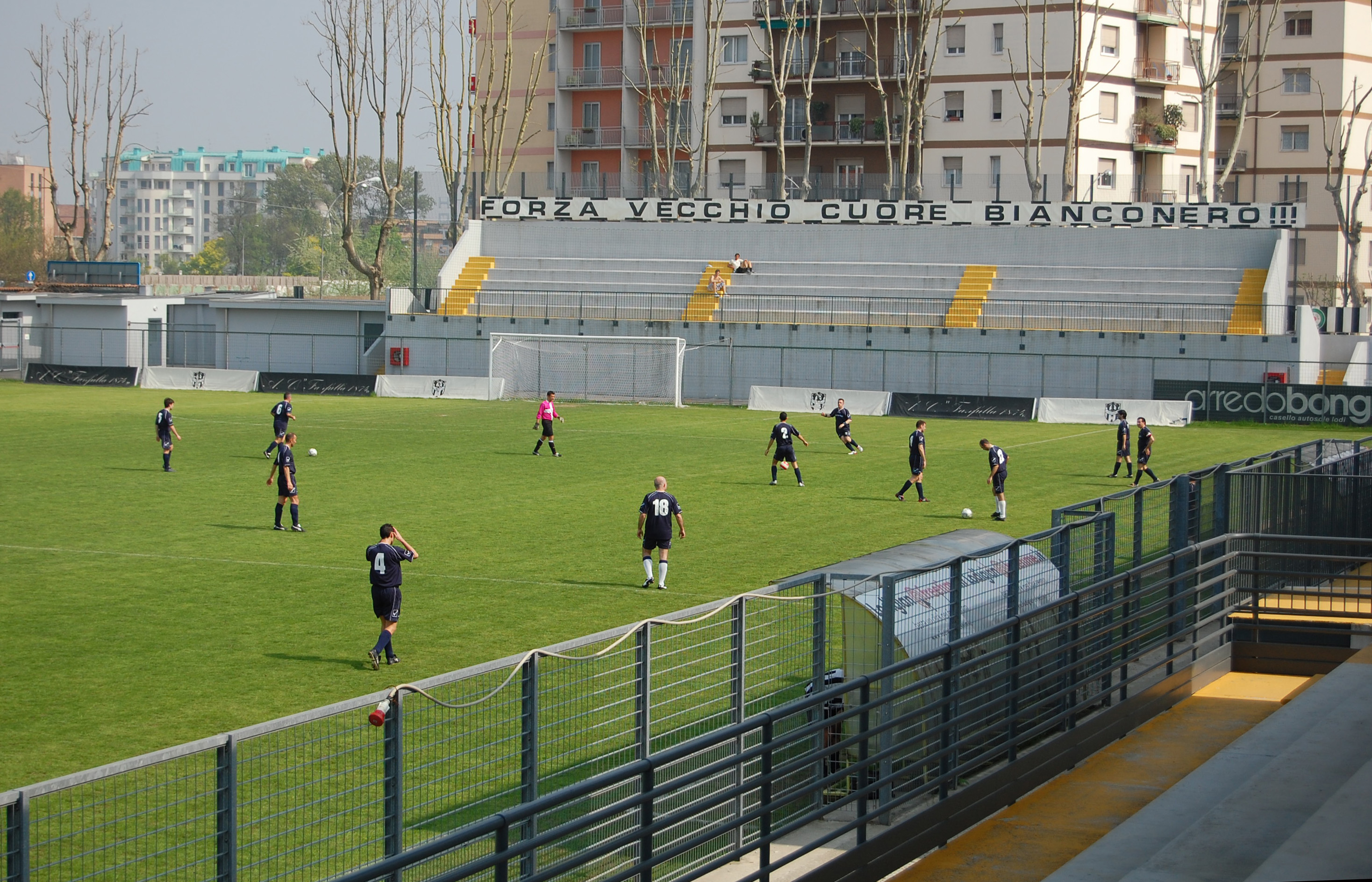
Stade Dossenina, le 9 avril 2009.

Fondée le 15 août 1874 comme société de gymnastique et d'escrime, la Fanfulla crée une section de football en 1908. Elle prend le nom de Fanfulla da Lodi, en hommage à l'un des treize chevaliers italiens du défi de Barletta en 1503. 
L'équipe participe à 12 reprises à la Serie B: de 1938 à 1943, puis de 1946 à 1948, et enfin de 1949 à 1953. L'équipe se classe 6e du championnat en 1951, ce qui constitue sa meilleure performance.

## Changements de nom
- 1908-1963 : Associazione Sportiva Fanfulla
- 1963-2015 : Associazione Calcio Fanfulla 1874
- 2015-2018 : Associazione Sportiva Dilettantistica Cavenago Fanfulla
- 2018- : Associazione Sportiva Dilettantistica Fanfulla

## Palmarès
- Coppa Italia Serie C : 1

1983-1984

## Récompenses
- Stella d'oro al merito sportivo

1974